# Alphons Egli
Alphons Egli (Lucerna, 8 ottobre 1924 – Lucerna, 5 agosto 2016) è stato un politico svizzero nelle file del Partito Popolare Democratico è stato consigliere federale dal 1983 al 1986 e Presidente della Confederazione nel 1986.

## Biografia

### Contesto familiare, formazione e lavoro
Figlio del Consigliere governativo di Lucerna e del Consiglio degli Stati Gottard Egli, ha studiato diritto all'Università di Zurigo, alla Pontificia Università Gregoriana e l'Università di Berna e si è laureato nel 1949 con un dottorato di ricerca. Dal 1952 al 1982 ha lavorato come avvocato e notaio indipendente.

### Primi passi
Nel 1963 fu eletto al Consiglio dei cittadini della Città di Lucerna e mantenne questo incarico fino al 1967. Nel 1967 fu eletto nel Gran Consiglio del Canton Lucerna, dove trascorse otto anni della sua carriera politica. Nel 1971 ha corso senza successo per il Consiglio nazionale, dal 1975 è stato membro del Consiglio degli Stati.

### Consigliere federale e capo del dipartimento federale dell'interno
L'8 dicembre 1982 fu eletto nel Consiglio federale. Ha presieduto il Dipartimento federale dell'interno. Essendo stato dichiarato conservatore dopo il Disastro di Černobyl' e della Conflagrazione di Schweizerhalle in poi, ha dato a queste preoccupazioni la legittimità politica: in relazione alla morte delle foreste ha implementato misure per il controllo dell'inquinamento atmosferico. È stato presidente della Confederazione svizzera nel 1986.

### Presidente della Confederazione
Come presidente si è scusato il 3 giugno 1986 ufficialmente per l'ingiustizia inflitta agli Jenisch in Svizzera e ha guidato una commissione di Fondo dopo le sue dimissioni, quale la sottrazione di bambini, dall'assistenza all'infanzia, dall'istituzionalizzazione ecc., che ha interessato gli Jenisch con somme di denaro tra 2000 e 7000 franchi.
Egli si è dimesso dal Consiglio federale il 31 dicembre 1986 per motivi di salute. Era Altherr dell'Associazione degli Studenti Svizzeri e delle sezioni Semper Fidelis Lucerna, Agaunia San Maurizio e Burgundia Berna.

### Morte
È morto il 5 agosto 2016 in una casa di riposo a Lucerna.

## Opere
- Die Aktiengesellschaft im internationalen Privatrecht, insbesondere die Sitzverlegung. Bern 1949, OCLC 603684279 (Dissertation Universität Bern 1949).